# Konsumpcja
Konsumpcja – zużywanie posiadanych dóbr w celu bezpośredniego zaspokojenia ludzkich potrzeb. Wynika ona z użyteczności konsumowanego produktu lub usługi, które mogą mieć też dla konsumenta charakter subiektywny i komplementarny.

## Pojęcie
W makroekonomii konsumpcja to wydatki gospodarstw domowych na zakup dóbr. W tym znaczeniu wyróżnia się konsumpcję autonomiczną i dodatkową. Konsumpcja autonomiczna jest niezależna od dochodów, stanowi ona – według subiektywnej oceny danego konsumenta – niezbędne minimum zapewniające egzystencję. Konsumpcja dodatkowa jest natomiast uwarunkowana wysokością dochodów, oznacza wydatki na dobra, które nie są niezbędne do życia. 
Alternatywą dla konsumpcji dodatkowej jest oszczędzanie, czyli przeznaczanie pieniędzy na konsumpcję w przyszłości.
Na polu marketingu konsumpcja jest definiowana odmiennie od teorii ekonomii.
Powstrzymywanie się konsumenta (gospodarstwa domowego) od bieżącej konsumpcji celem zwiększenia jej w przyszłości w literaturze jest rozumiane jako oszczędzanie.

## Determinanty konsumpcji
Wraz z rozwojem nauk ekonomicznych powstał szereg teorii, które dążyły do wskazania kluczowych czynników decydujących o wielkości konsumpcji. Najważniejsze z nich wymieniały następujące determinanty konsumpcji:
- dochód bieżący (absolutny) – według Johna Maynarda Keynesa konsumpcja zależy proporcjonalnie od dochodu. W najprostszych modelach funkcja konsumpcji jest funkcją liniową, której współczynnik kierunkowy równy jest krańcowej skłonności do konsumpcji, zaś wyraz wolny odpowiada konsumpcji autonomicznej.
- dochód permanentny – koncepcja sformułowana przez Miltona Friedmana, zgodnie z którą ludzie dążą do utrzymania względnie stałego poziomu konsumpcji i nieznacznie reagują na krótkookresowe zmiany dochodu. Podczas decyzji konsumpcyjnych kierują się natomiast dochodem permanentnym, tj. przewidywanym przeciętnym dochodem w trakcie trwania życia. Wahania dochodu przejściowego (tymczasowego) są niwelowane m.in. przez pożyczki lub wzrost oszczędności.
- dochód relatywny – według Jamesa Duesenberry'ego konsumpcja jednostki zależy od wydatków konsumpcyjnych społeczności, do której należy.
- majątek – występuje dodatnia zależność między zasobami majątku i konsumpcją.

## Rodzaje konsumpcji
Produkty wytwarzane w społeczeństwie są przeznaczone do konsumpcji produkcyjnej lub osobistej. Konsumpcją produkcyjną nazywamy wykorzystanie środków produkcji do wytwarzania dóbr materialnych. Konsumpcją osobistą nazywamy zaspokajanie potrzeb człowieka w zakresie żywności, odzieży, mieszkania itd.